# لاندري بندر
لاندري بندر (بالإنجليزية: Landry Bender)‏ ممثلة أمريكية ولدت في 3 أغسطس 2000 في شيكاغو، إلينوي، الولايات المتحدة بدأت مشوارها الفني عام 2011 .

## روابط خارجية
- لاندري بندر على موقع IMDb (الإنجليزية)
- لاندري بندر على موقع روتن توميتوز (الإنجليزية)
- لاندري بندر على موقع ألو سيني (الفرنسية)
- لاندري بندر على موقع أول موفي (الإنجليزية)
- لاندري بندر على موقع قاعدة بيانات الفيلم (الإنجليزية)
- لاندري بندر على موقع كينوبويسك (الروسية)